# Lena (nome)
Lena  è un nome proprio di persona italiano femminile.

## Varianti
- Femminili
  - Alterati: Lenuccia
  - Composti: Marilena, Annalena
- Maschili: Leno, Lenio

### Varianti in altre lingue
- Danese: Lena[1], Lene[2]
- Estone: Leena[1]
- Finlandese: Leena[1]
- Inglese: Lena[1]
  - Alterati: Lennie[1], Lenny[1]
- Norvegese: Lena[1], Lene[2]
- Polacco: Lena[1]
- Portoghese: Lena[1]
- Russo: Лена (Lena)[1]
- Svedese: Lena[1]
- Tedesco: Lena[1], Lene[2], Leni[1]

## Origine e diffusione
Analogamente ai nomi Lenka e Alena, si tratta di un ipocoristico di Maddalena oppure di Elena; in alcuni casi può derivare anche dal troncamento di Leonora o di Marilena (nome che peraltro è composto da Maria e Lena).
Curiosamente, il nome coincide anche con alcuni termini di diverse lingue: in sotho significa "giovane ape", in malay vuol dire "suona addormentata" e in italiano "lena" è sinonimo di "energia", "impegno"; in hawaiiano lena significa "giallo", e viene usato sia per indicare una stella (forse Sirio), sia per la pioggia di tale colore che cade su alcune di quelle isole; infine, la Lena è un fiume russo, al quale Vladimir Il'ič Ul'janov si ispirò per il suo pseudonimo, Lenin.

## Onomastico
L'onomastico si può festeggiare lo stesso giorno di Elena o Maddalena, cioè generalmente il 18 agosto (Chiesa cattolica), 21 maggio (Chiese ortodosse e luterane) o 19 maggio (altre chiese luterane) in ricordo di sant'Elena in un caso, e il 22 luglio in ricordo di santa Maria Maddalena nell'altro.

## Persone
- Lena Biolcati, cantante italiana
- Lena Christ, scrittrice tedesca

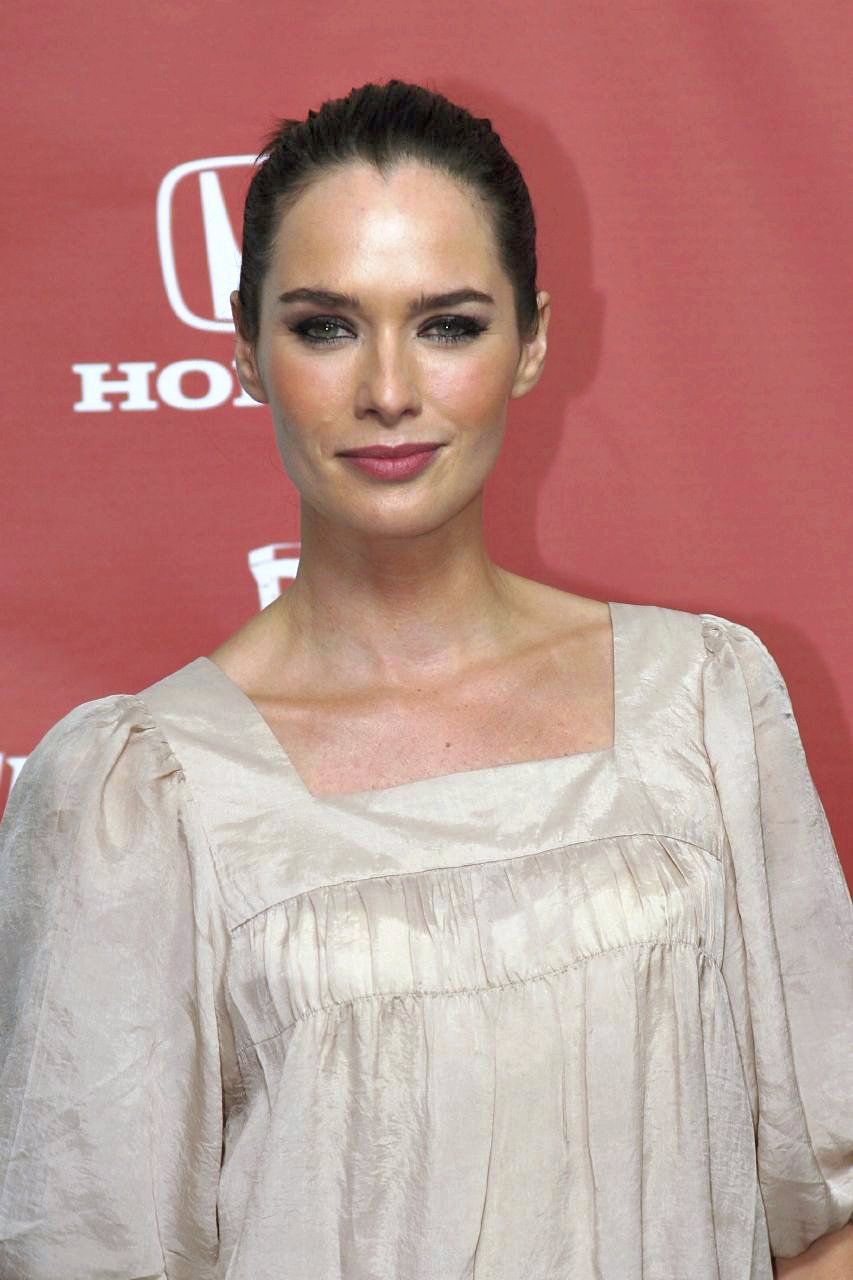
Lena Headey

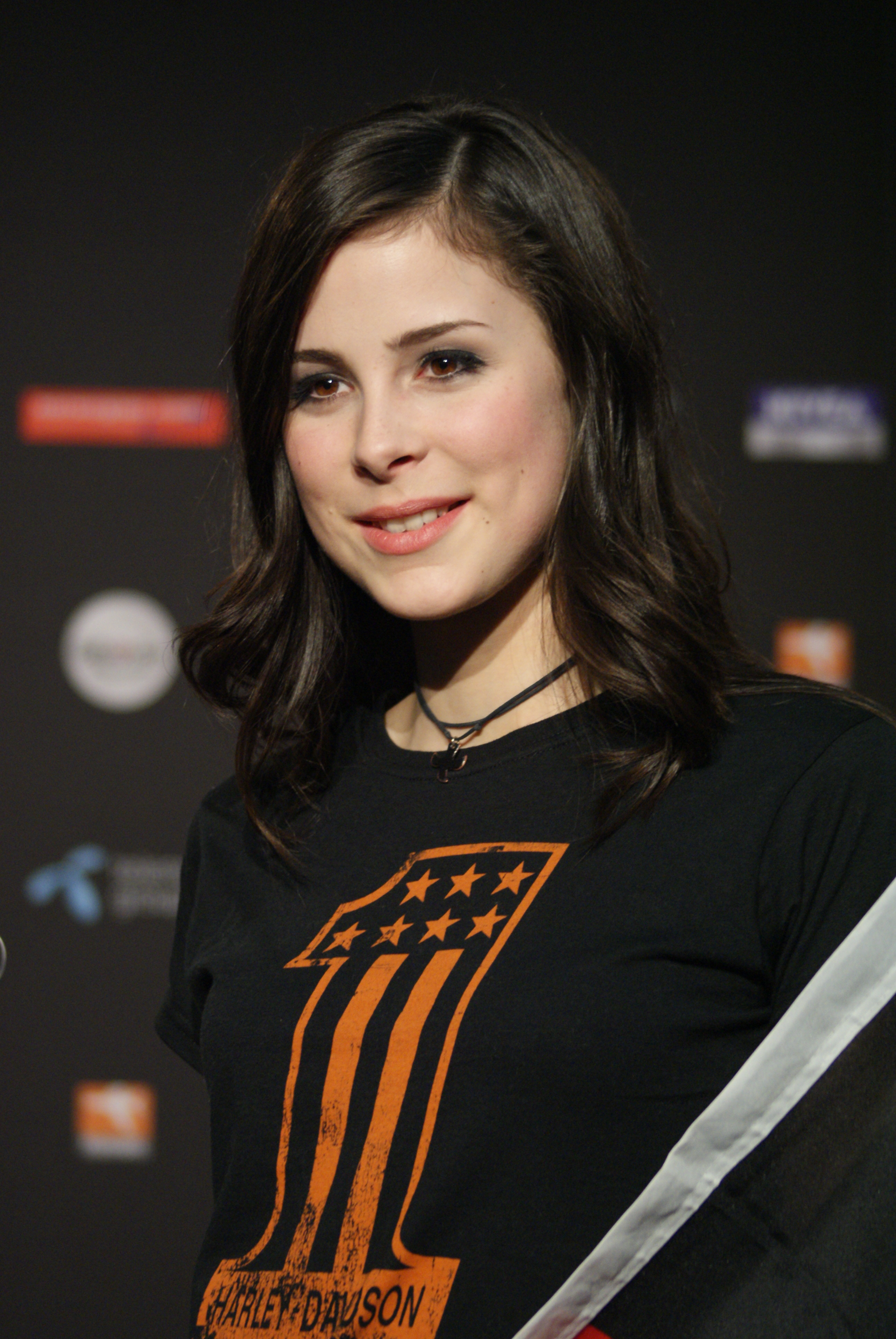
Lena Meyer-Landrut

- Lena Dunham, attrice, sceneggiatrice e regista statunitense
- Lena Dürr, sciatrice alpina tedesca
- Lena Endre, attrice svedese
- Lena Gercke, modella e conduttrice televisiva tedesca
- Lena Hades, pittrice russa
- Lena Headey, attrice britannica
- Lena Horne, cantante, attrice e danzatrice statunitense
- Lena Katina, cantante russa
- Lena Meyer-Landrut, cantante tedesca
- Lena Olin, attrice svedese
- Lena Philipsson, cantante svedese
- Lena Ressler, attrice finlandese
- Lena Schöneborn, pentatleta tedesca
- Lena Söderberg, vero nome di Lenna Sjööblom, modella svedese
- Lena Stolze, attrice tedesca naturalizzata austriaca
- Lena Svedberg, artista svedese
- Lena Yada, modella, attrice, surfista e wrestler statunitense
- Lena Zavaroni, cantante britannica

### Variante Leena
- Leena, etera ateniese
- Leena Brusiin, modella finlandese
- Leena La Bianca, attrice pornografica statunitense
- Leena Lander, scrittrice finlandese
- Rauni-Leena Luukanen-Kilde, medico finlandese

### Variante Lene
- Lene Egeli, modella norvegese

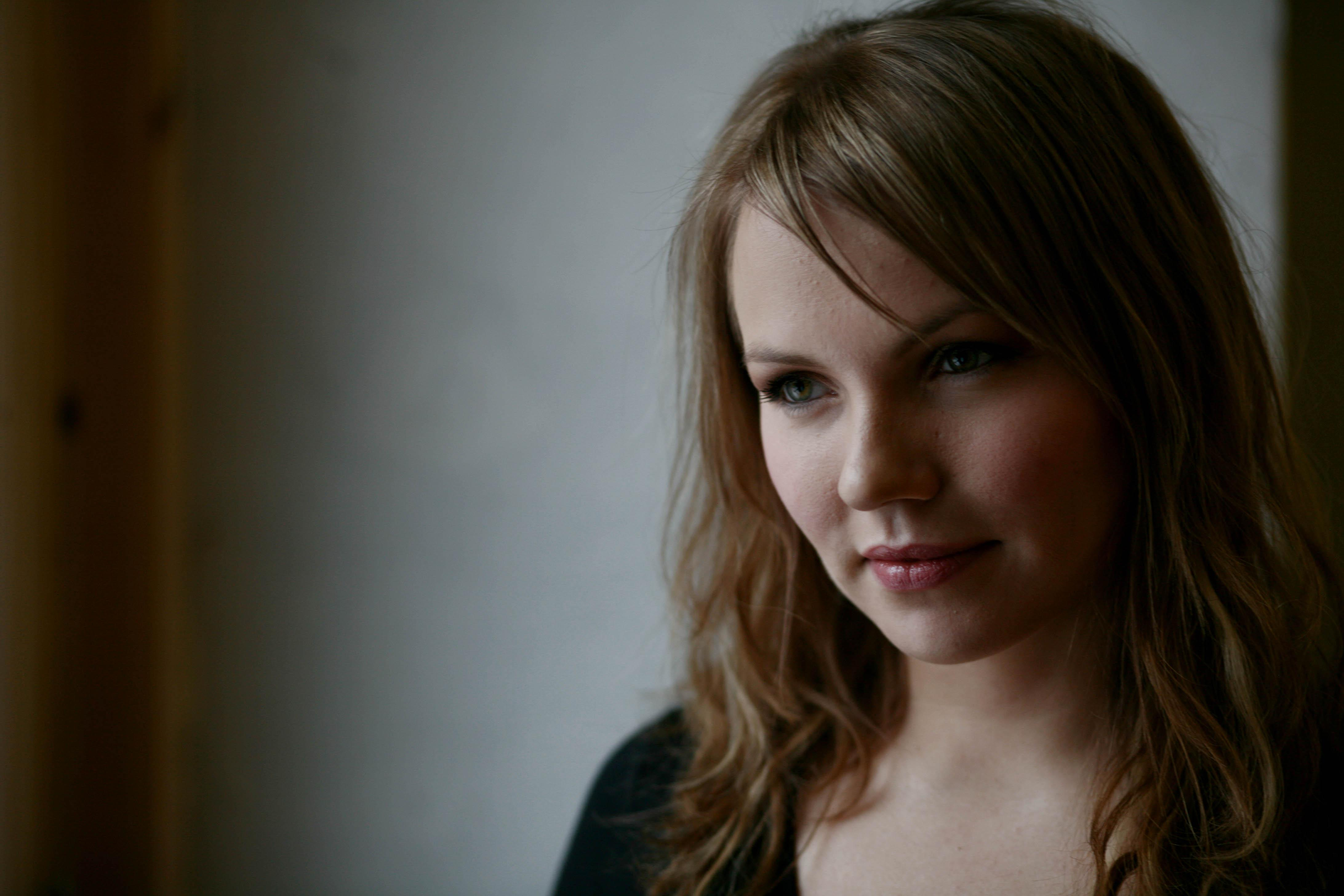
Lene Marlin

- Lene Grawford Nystrøm, cantante norvegese
- Lene Hau, fisica danese
- Lene Lai, attrice e modella taiwanese
- Lene Løseth, sciatrice alpina norvegese
- Lene Lovich, cantante statunitense
- Lene Marlin, cantante, musicista e compositrice norvegese

### Variante Leni
- Leni Junker, atleta tedesca
- Leni Lohmar, nuotatrice tedesca
- Leni Oslob, schermitrice tedesca
- Leni Riefenstahl, regista, attrice e fotografa tedesca
- Leni Schmidt, atleta tedesca

## Il nome nelle arti
- Lena è un personaggio della commedia di Ludovico Ariosto La Lena, composta nel 1528 e messa in scena per la prima volta l'anno successivo.
- Lena Kaligaris è un personaggio del romanzo di Ann Brashares Quattro amiche e un paio di jeans, e dell'omonimo film del 2005 da esso tratto, diretto da Ken Kwapis.
- Leena Klammer è l'antagonista del film del 2009 Orphan, diretto da Jaume Collet-Serra.
- Leni Loud, personaggio della serie A casa dei Loud
- Lena Sander è un personaggio della soap opera Lena - Amore della mia vita.
- Lena Zastrow è un personaggio della soap opera Tempesta d'amore.